# جون كريستيان روزنلند
جون كريستيان روزنلند (بالنرويجية: John Christian Rosenlund)‏ (و. 1964  م) هو مصور سينمائي، ومخرج أفلام نرويجي.

## جوائز
حصل على جوائز منها:
- Amanda Award for Best Cinematography  [لغات أخرى]‏، عن عمل: A Thousand Times Good Night [الإنجليزية]‏ (2014).

## وصلات خارجية
- جون كريستيان روزنلند على موقع IMDb (الإنجليزية)
- جون كريستيان روزنلند على موقع قاعدة بيانات الأفلام العربية
- جون كريستيان روزنلند على موقع ألو سيني (الفرنسية)
- جون كريستيان روزنلند على موقع أول موفي (الإنجليزية)
- جون كريستيان روزنلند على موقع قاعدة بيانات الأفلام السويدية (السويدية)
- جون كريستيان روزنلند على موقع قاعدة بيانات الفيلم (الإنجليزية)
- جون كريستيان روزنلند على موقع كينوبويسك (الروسية)